# Mixodiaptomus laciniatus
Mixodiaptomus laciniatus är en kräftdjursart som först beskrevs av Wilhelm Lilljeborg 1889.  Mixodiaptomus laciniatus ingår i släktet Mixodiaptomus, och familjen Diaptomidae. Arten är reproducerande i Sverige.